# 사카모토 료마
사카모토 료마(일본어: 坂本 龍馬, 덴포 6년 음력 11월 15일(1836년 1월 3일) ~ 게이오 3년 음력 11월 15일(1867년 12월 10일))는 도사번 고시(鄕士) 계급 출신으로, 일본의 무사(武士) 겸 사업가이다. 료마는 탈번하여 지사(志士)로서 활동하면서 무역회사와 정치조직을 겸한 가메야마 조합을 세웠고, 이 회사는 훗날 개칭해 가이엔타이가 되었다. 그리고 삿초 동맹의 알선, 대정봉환의 성립 등을 위해 노력하여 에도 막부 타도 및 메이지 유신에 영향을 주었다. 대정봉환 1개월 후, 교토의 여관 오미야에서 료마는 암살당했다. 이러한 업적을 남긴 료마는 시바 료타로의 소설 《료마가 간다》의 주인공으로 등장한 이후, 지명도가 비약적으로 성장하여 에도 막부 말기의 풍운아로서 일본 국민의 인기를 얻었다. 쇄국과 개화의 갈림길에서 과감한 결단으로 역사를 개척한 료마의 드라마틱한 모습은 오늘날 일본인들에게 많은 영감을 주고 있다.

## 생애

### 유년 시절

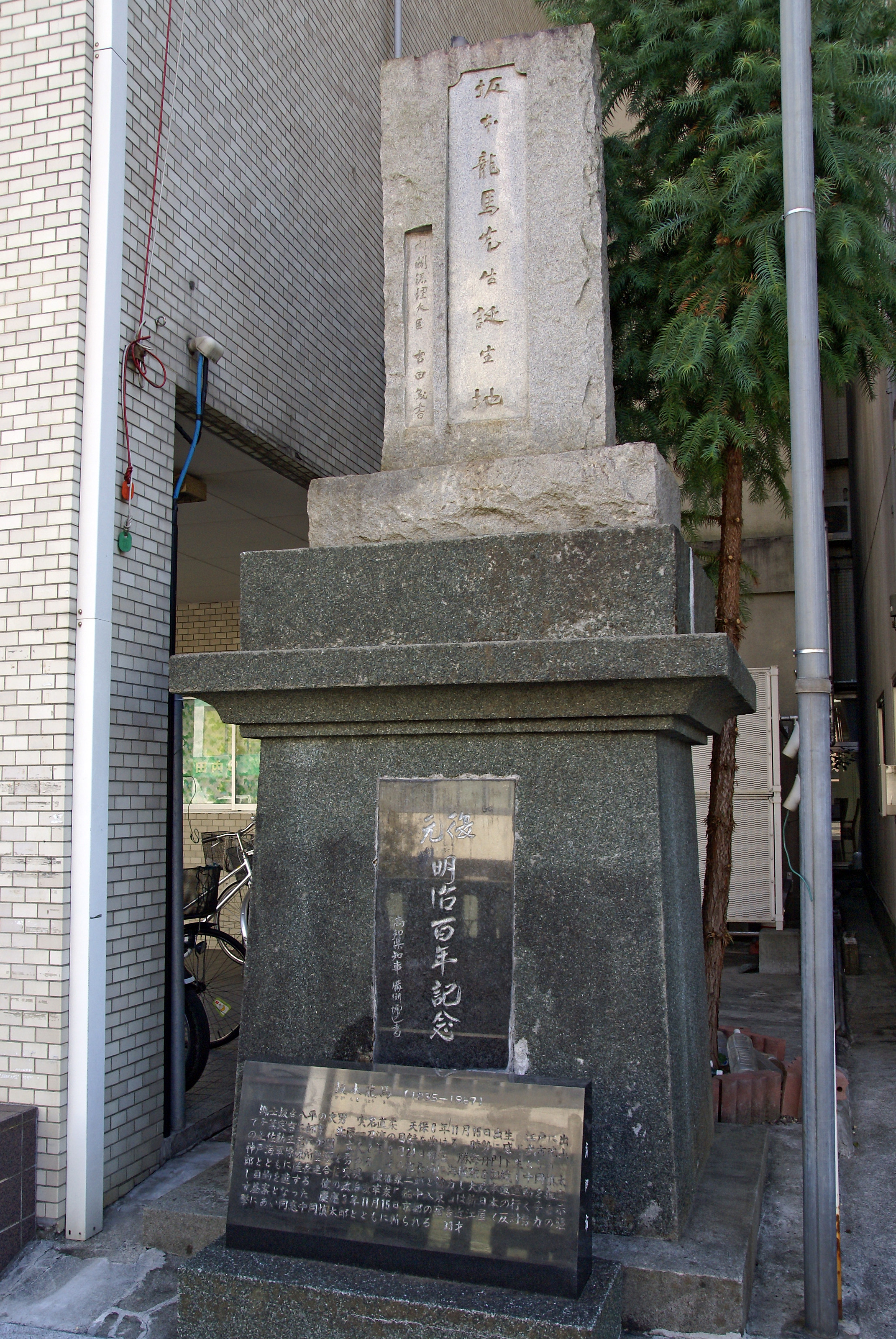
료마의 탄생지

료마는 덴포 6년(1835년) 11월 15일(음력), 도사번(오늘날의 고치현 고치) 하급 무사인 고시(鄕士) 계급의 사카모토 가문에서 아버지 사카모토 나오타리와 어머니 사카모토 고 사이에서 차남으로 태어났다. 형과 3명의 누나가 있었다.
사카모토 가문은 전당포, 주조업, 포목상을 영위하는 호상 사이다니야(才谷屋)의 분가로, 고조부 나오마스(直益)의 장남 나오미(直海)가 번으로부터 고시 어용인(御用人)으로 등용되어 사카모토 가문을 일으켰다. 도사번의 무사 계급은 상사(上士)와 하사(下士)로 나뉘어 양자 간에는 차별이 존재하여, 하사는 오랫동안 여러 면에서 억압되어 왔다. 상인 출신의 사카모토 가문은 하사였지만, 분가 사이타니야로부터 많은 재산을 분여받아 매우 유복하였다.
료마가 열두 살이 되는 해인 1846년, 어머니 고가 향년 49세에 병사했다. 당시 쉰 살 이었던 아버지 나오타리는 후처인 이요를 맞이한다. 료마는 그 뒤 새어머니 이요의 손에서 자랐는데, 이요는 료마의 교육에 매우 엄격했다. 사카모토 가를 방문한 사람의 목격담에 따르면 "예절이 밝지 못하다는 이유로 료마에게 반성을 요구하며 객실에 무릎을 꿇어 앉혀놓은 채 끼니도 굶길 정도로 엄격했다"라고 한다. 이렇게 교육은 엄격했지만 료마는 새 어머니와 사이가 좋았다고 한다.
료마는 14살 때부터 히네노 벤지(日根野弁治)가 가르치는 히네노 도장에 다녔다. 그러다가 19살이었던 1853년 3월, 료마는 히네노에게서 《오구리 류 야와라 병법사 목록》(小栗流和兵法事目録)을 하사받았다.

### 에도 유학

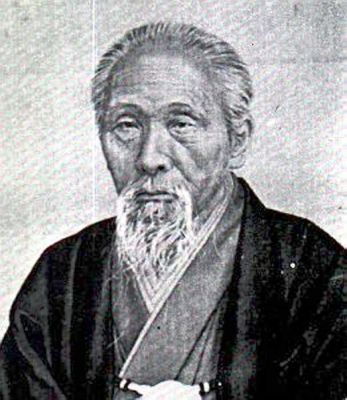
가와다 쇼료

병법사 목록을 받자 료마는 더욱 심도있게 검술을 연마하기 위해 1853년 에도로 유학했다. 료마는 북진일도류(北辰一刀流) 지바 도장에서 검술을 배우면서, 한편으로는 에도의 존왕양이론자들과 사귀었으며 그 해 말에는 사쿠마 쇼잔의 사숙에서 공부했다. 같은 해 페리 제독이 흑선을 타고 내항했고, 무사계급에서는 서양 세력에 대해 개항하려는 막부에 대한 반감이 커지고 있었다.
1854년 6월 23일 료마가 고향으로 돌아오자 히네노는 료마에게 《오구리 류 야와라 병법 12개조와 25개조》를 하사했다. 료마가 처음 받았던 병법사 목록은 면허의 초전(初傳)임에 반해, 12개조와 25개조는 면허 중전(中傳)으로서 이는 료마가 에도에서 수련하여 솜씨가 늘었다고 인정받았음을 알 수 있다. 이 해 겨울, 료마는 유학자이자 화가인 가와다 쇼료로부터 서양에 대해 배웠다. 료마는 쇼료에게서 외국 배를 구입해 동지를 모아 운송업을 하며 배에 드는 비용을 조달하고 항해 기술을 터득하라는 충고를 들었고, 이는 훗날 료마가 걷게 될 해운의 길에 발을 내딛는 계기가 되었다.
그 다음해인 1855년 12월 4일, 아버지 나오타리가 사망하자 세달 뒤인 1856년 2월 2일, 형 곤페이가 집안의 대를 이었다. 그러곤 료마는 그 해 다시 에도로 가 지바 도장에서 2년간 수련을 하며 1858년 1월에는 료마는 지바 도장에서 스승 지바 사다키치(千葉定吉)에게 《북진일도류 장도 병법목록》(北辰一刀流長刀兵法目録) 1권을 받았고, 그 해 9월 검술 수행을 마치고 귀국했다.

### 도사 근왕당
료마는 1861년 9월 경, 다케치 즈이잔이 주도한 도사 근왕당의 《도사 근왕당 혈맹자 성명 사본》에 아홉 번째로 서명함으로써 도사 근왕당에 가입했다. 그러나 료마는 평소 다케치와 친분이 있었지만 이런 정치적 결집은 몹시 기꺼워했으며, 다케치가 주장한 일번근왕(一藩勤王)은 따르지 않았다.
가입 직후인 10월 1일, 료마는 히네노 벤지로부터 《오구리 류 야와라 병법 3개조 목록》(小栗流和兵法三箇條)을 수여받았다. 이는 오구리 류의 면허 개전(皆傳)으로서, 오구리 류의 모든 것을 전수받았다고 볼 수 있다. 그 후 료마는 검술수행을 하러 마루가메 번의 도장에 간다는 명목으로 여행 허가를 얻어 여행을 떠났다. 이러한 여행 도중 료마는 하기에서 존왕양이파를 대표했던 인물 중 하나인 구사카 겐즈이를 만나 번을 초월한 일본의 통합을 호소하며 대화를 나누었다.

### 탈번
1862년 2월 말, 료마가 여행에서 돌아오자 도사 근왕당은 번의 중신 요시다 도요를 암살하려는 분위기가 팽배하였다. 하지만 료마는 암살에 가담하지 않고 3월 24일 같은 도사 근왕당 소속인 사와무라 소노조와 함께 탈번하여 낭인으로서 에도로 향했는데, 당시 탈번은 사형에 처해지는 중죄였다.
료마가 왜 탈번했는지 그 이유는 분명치 않지만, 이러한 도사 근왕당의 과격한 정세를 싫어한 것이 탈번의 이유중 하나였다. 또 다른 이유는, 요시무라 도라타로(吉村虎太郞)의 설득 때문이었다. 요시무라와 함께 탈번한 소노조는, 요시무라와 상의한 끝에 이미 탈번한 상황에서 시모노세키에서 고치로 되돌아가 료마를 데리고 다시 번을 빠져나왔다. 소노조는 더 많은 사람을 데리고 나가려 했지만 다케치가 허락하지 않아 료마만을 데리고 나오게 되었다.

### 가쓰 가이슈와 고베 해군 훈련소

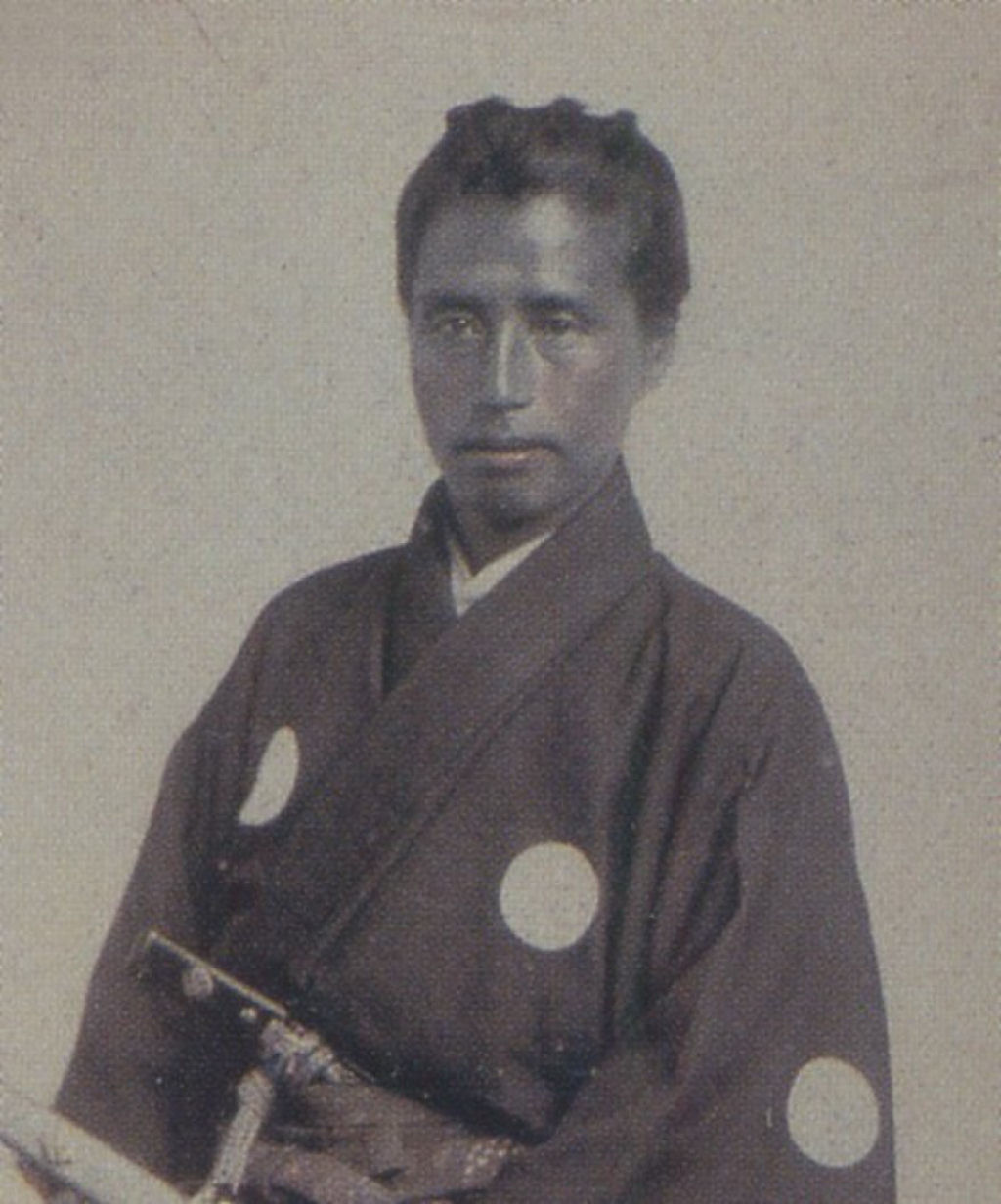
가쓰 가이슈

료마가 탈번한 해 1862년, 료마는 개화파이자 군함 부교 나미(軍艦奉行並) 직책에 있던 가쓰 가이슈를 만나고 그의 견식에 감복해 그 자리에서 그의 제자가 된다. 가쓰로부터 서양 문물을 배운 료마는 양이에서 개화로 생각이 크게 바뀌며, 번이라는 작은 나라가 아니라 일본국으로서 미래를 준비해야 한다는 생각을 가지게 되었다.
가쓰는 다음 해 2월 25일, 도사 번 번주였던 야마우치 도요시게를 만나 료마의 탈번의 죄를 사면받았다. 그 다음해인 1863년, 료마는 가쓰를 도와 고베 해군 훈련소 설립에 힘썼다. 가쓰는 4월 21일 오사카에 도착한 쇼군 이에모치를 모시고 이튿날 효고 방면을 안내한 뒤, 고베에 가서 그곳에 해군 훈련소를 설치하고 싶다고 직접 담판을 하여 허가를 받아내었다. 해군훈련소는 막부의 정식 기관으로서 막부로부터 필요한 경비를 제공받았고 이와 별도로 가쓰는 고베에 사설학교를 세워도 된다는 허가도 받아내었다. 하지만 이는 사비로 운영해야 했기 때문에 번창시키기 위해서는 자금이 부족했다. 그러나 막부의 지원만으로는 자금이 부족했기에 료마는 해군 훈련소 설립 자금 조달을 위해 가쓰의 사신으로서 에치젠국 후쿠이번의 번주였던 마쓰다이라 슌가쿠를 찾아가 천냥을 빌렸다.
료마가 해군 훈련소 설립으로 바쁘던 이 해 4월, 도사 번의 정세가 변하고 다케치 즈이잔이 번의 정권을 주도하고 있던 것에 불만을 품은 도요시게는 다시 실권을 되찾기 위해 요시다 도요 암살의 하수인을 조사하도록 명령하고, 도사 근왕당 숙청에 나섰다. 또한 5월 경, 조슈 번의 존왕양이파가 시모노세키에서 양이를 결행하는 사건도 발생했다. 그 후 9월 21일, 결국 다케치 즈이잔을 포함한 주요 당원이 투옥되고 2년 뒤인 1865년 음력 5월 11일, 다케치가 할복함으로써 도사 근왕당은 해체된다.
료마는 1863년 10월 료마는 고베 해군 훈련소의 책임자가 되었다. 이 무렵, 야마우치의 도사 근왕당 탄압이 심해지자 료마 등 도사 번 출신들에게 귀국 명령이 내려진다. 하지만 당시 료마는 해군 훈련소 업무 수행에 힘쓰고 있어서 12월 경 가쓰는 손수 탄원서를 써 료마의 귀국 명령을 취소해 달라고 탄원했다. 그런데도 가쓰의 탄원서는 받아들여지지 않고 료마는 다시 탈번하는 신세가 되었다.

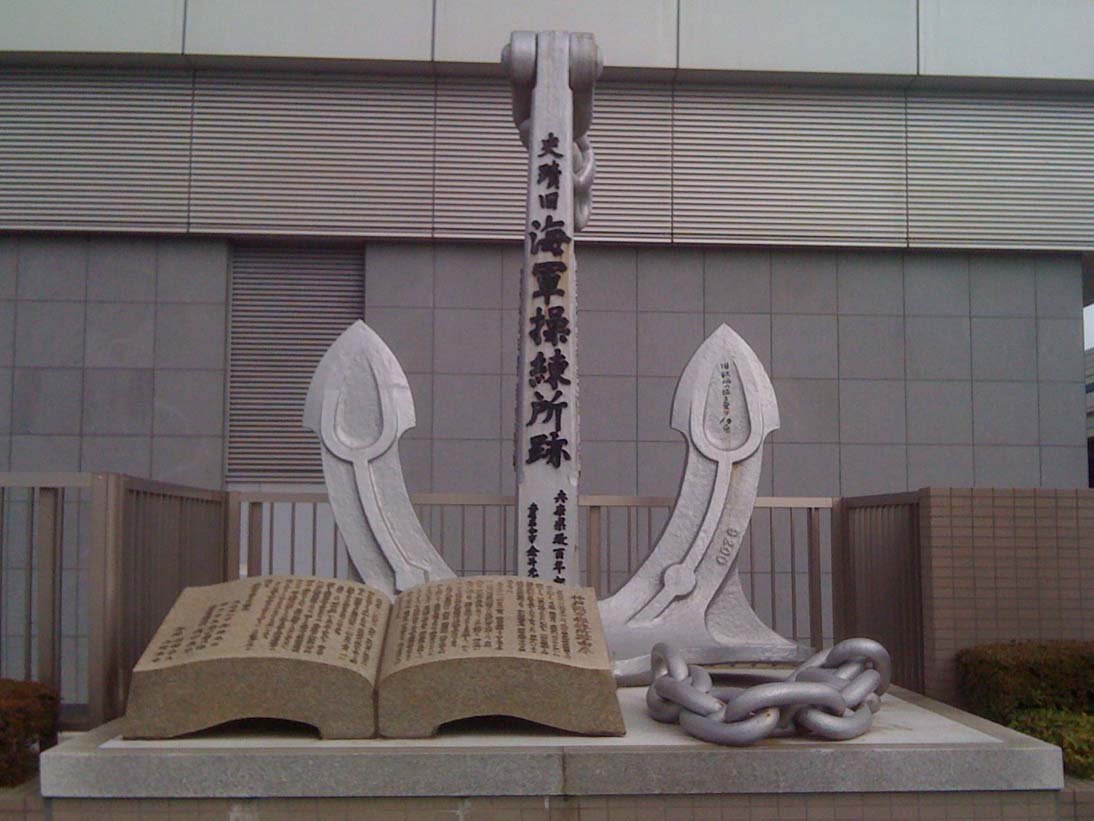
고베 해군 훈련소 기념비

그 다음해 1864년 1월 경, 천황과 조정을 개항 노선으로 전환시키기 위하여 산요회의가 시작되었다. 그리고 2월 경, 프랑스의 군함이 작년 조슈 번의 양이에 대한 보복으로 조슈의 시모노세키를 공격할 조짐을 보였다. 그러자 당시 산요회의에 참석하고 있던 가쓰에게 도쿠가와 요시노부가 공격을 저지하라는 명령을 내리고, 가쓰는 2월 10일 료마를 비롯한 열네 명의 문하생을 이끌고 중재를 위해 출발했다. 그리고 2월 14일, 구마모토에 도착하자 가쓰는 료마를 요코이 쇼난에게 사신으로 보냈다. 료마에게 해군 훈련소에 대한 이야기를 듣고 쇼난은 해군 문답서를 적어 나가사키에 있던 가쓰에게 보냈고, 다음 해 1865년 가쓰는 다시 료마를 쇼난에게 보내, 쇼난의 조카 두 명을 해군 훈련소에서 교육시키기 위해 데려오게 했다.
해군 문답서에서 쇼난은 총독관에게 해군의 전권을 위임해 막부의 각료가 간섭하지 못하게 하고 신분이 아닌 능력 위주로 지휘자로 선발하게 하도록 하는 등 가쓰의 구상을 뛰어넘는 다소 파격적인 구상을 제시했다. 하지만, 조카를 맡은 뒤 료마와 가쓰가 돌아오자 떠날 때 와의 상황과 딴 판이 되어있었다. 산요회의는 해체되고, 조정과 막부는 양이 노선으로 되돌아가 요코하마 쇄항에 합의하는 등 흐름은 쇄국정책의 노선으로 가고 있었다. 이에 따라 산요회의의 연장선에서 구상된 해군 문답서는 한낱 꿈이 되었고, 가쓰의 해군 구상도 그 가치가 하락되어버렸다.

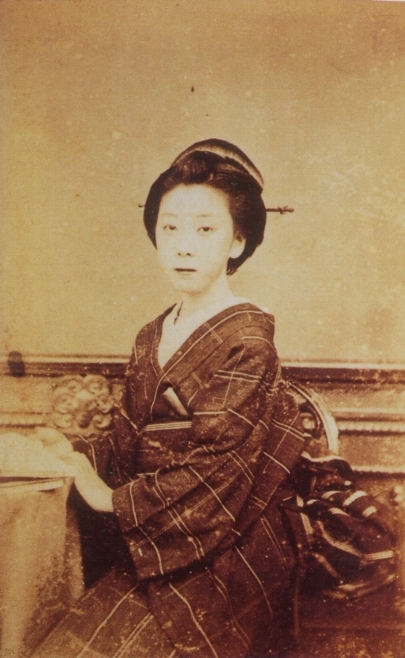
나라사키 료

5월 4일, 오사카 수군이 폐지되어 고베 해군 훈련소에 들어가고 5월 14일 고베 해군 훈련소가 발족되었다. 료마가 평생의 동반자 나라사키 료를 만난 것도 이 무렵이다. 발족과 동시에 가쓰는 군함 부교 나미에서 군함 부교로 승진하여 해군의 총 책임자가 되었다. 6월 2일경, 료마는 급한 용무가 있어 교토에서 에도로 떠난다. 그리고 바로 3일 뒤, 신센구미(新選組)가 조슈의 존왕양이파를 습격한 ‘이케다야 사건’이 발생했다. 에도에 간 료마는 6월 17일 시모다항에 도착해 가쓰에게 홋카이도 개발에 대한 구상을 털어놓았다. 그러나 이 무렵까지도 료마와 가쓰는 이케다야 사건의 발발에 대해 모르고 있었다. 한달 뒤 7월 19일 저녁, 교토에서 세력을 잃은 조슈 번의 존왕양이파가 세력 회복을 위해 교토로 병사를 이끌고 진격한 ‘금문의 변’이 발생했다. 이 변은 다음날 새벽 조슈 번의 패배로 끝났고, 조슈 번은 조정의 적으로 낙인이 찍혔다. 가쓰는 20일 조정의 요청을 받고 간코마루 호를 타고 출발했지만 료마는 승선하지 않았다. 료마는 당시 홋카이도를 개발하자고 역설한 뒤 고큐마루 호에 타고 있었다. 그러다가 에도로 돌아와서야 비로소 이케다야 사건에 대해 알게되었다. 그리고 에도로 돌아온 8월 초순, 료마와 료는 곤조지(金倉寺) 본당에서 소박하게 혼례를 올렸다. 또한 이 무렵 가쓰는 료마를 사이고 다카모리에게 소개해주었다.
사이고와 료마가 대면한 날을 전후해 가쓰는 로주 아베 마사토를 여러번 만났다. 아베는 교토 조정에 양이가 불가능하다고 뚜렷하게 말한 최초의 로주였다. 기존의 로주들이 실현 불가능한 양이를 약속하는데 진저리가 났던 가쓰는 아베를 높이 평가해 사이고 등에게도 추천하여 사쓰마 번과 에치젠 번도 교토에서 아베와 접촉했다. 이들 앞에서 막부는 강력한 번들과 연합하여 정치를 해나가야 한다는 주장을 한 가쓰를 막부 독채를 관철해야 한다는 사상을 가진 아베는 크게 반대하였고, 가쓰는 이 일을 계기로 에도로 소환되어 11월 10일, 군함 부교직을 파면당했다. 이로 인해 가쓰는 더 이상 해군 훈련소를 이끌어 나갈 수 없게되어 얼마 뒤 문을 닫게되었다. 그리고 료마 일행은 사쓰마 번의 보호를 받게 되었다.

### 가메야마사츄

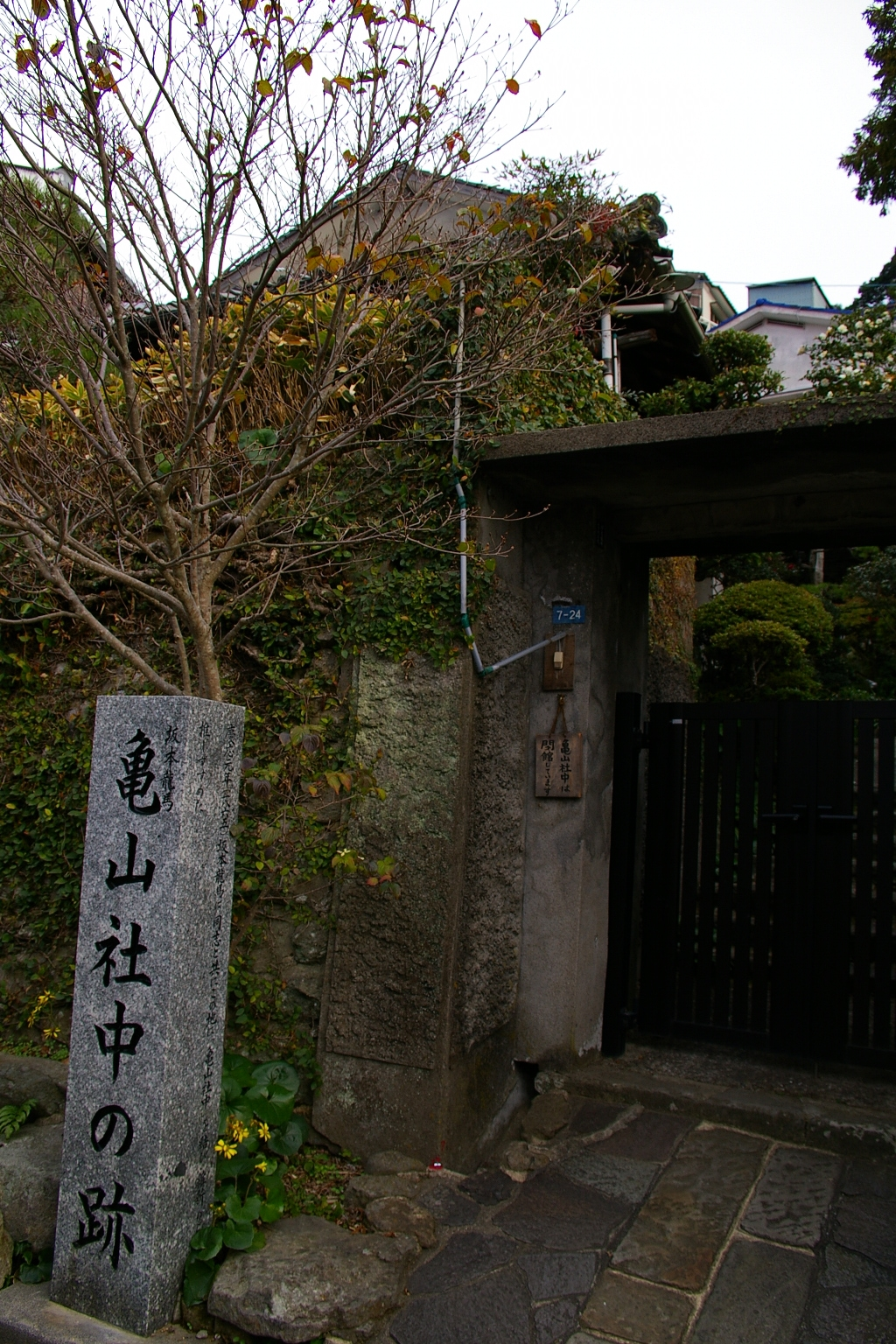
가메야마사츄

이후 가쓰가 물러나고 훈련소가 문을 닫자, 료마는 사쓰마 번의 원조를 받고 '가메야마사츄'라는 무역회사를 세웠다. 이 조합은 상업활동 등에 종사하는 현대의 기업과 유사한 성격을 가진 회사였다. 가메야마 조합은 당시 상인들이 모여있던 고조네 이시로의 집을 근거지로, 시모노세키의 이토 스케다유(伊藤助太夫)의 집과 교토의 식초가게에 사무실을 설치했다.
조슈 번은 1864년 12월에 다카스기 신사쿠가 군사를 일으켜 온건파의 정권을 장악해 다시 존왕양이파가 정권을 차지하고 있었다. (고잔지 거병) 가메야마 조합의 목적은 상업 활동의 이익으로 이윤을 얻는 것 이외에, 당시 물과 불처럼 사이가 나빴던 사쓰마와 조슈 양 번의 화해 도모도 포함되어 있었고, 이는 후에 ‘삿초 동맹’의 성립에 기여하게 된다.

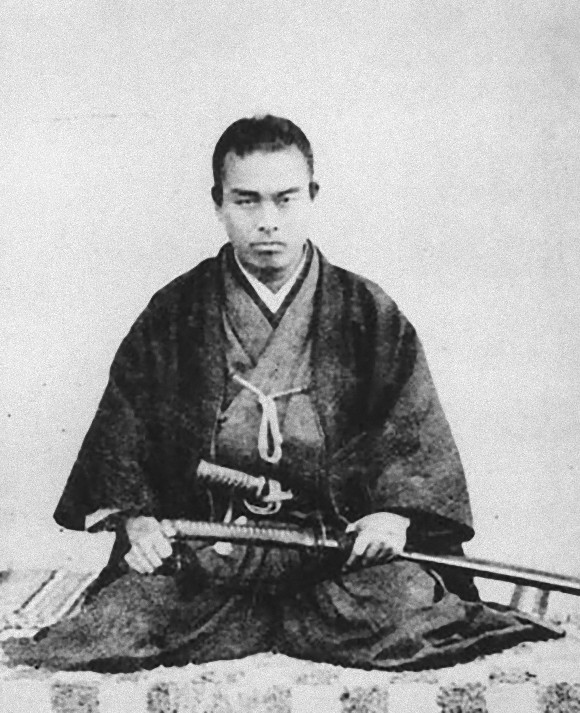
나카오카 신타로

막부 세력으로부터 한 차례 타격을 받은 조슈 번은 그들을 교토 정치로부터 몰아낸 중심 세력에 있던 사쓰마 번과 아이즈번에 뿌리깊은 반감을 갖게 되었고, 일부 번사들은 이들과는 하늘아래 함께 살 수 없다고 맹세하며 '살적회간'(薩賊會奸) ('사쓰마는 도적이고 아이즈는 간사한 자이다') 라는 네 글자를 나막신 바닥에 써놓고 짓밟으며 울분을 토할 정도였다. 이러한 분위기 속에서도 도사 번의 탈번 지사 나카오카 신타로와 그의 동지 히지가타 히사모토(土方久元)는 사쓰마와 조슈 같은 세력이 강대한 번의 동맹을 촉구해, 이를 통해 무력 막부의 토벌을 바라고 있었다. 료마는 히젠의 오무라번 지사인 와타나베 노보루를 만나, 삿초 동맹의 필요성을 역설했다. 와타나베는 원래 연병관(練兵館)의 우두머리로, 조슈 번의 중신 기도 다카요시나 다카스기 신사쿠 등과 막역한 사이였기 때문에, 료마는 와타나베에게 조슈 번에 로비를 의뢰했다. 와타나베는 이 일을 맡아 조슈 번에 가서 삿초 동맹의 필요성을 알리고, 나가사키에서 다카요시와 료마의 만남을 주선했다. 1865년 5월, 먼저 히지가타와 료마가 협동해 다카요시를 설득하고 시모노세키에서 사쓰마 번의 사이고 다카모리와의 회담을 승낙시킨 동시에, 나카오카는 사쓰마로 향해 사이고에게 회담을 승낙시키도록 했다. 같은 해 5월 21일, 료마와 다카요시는 시모노세키에서 사이고가 나타나기를 기다렸고, 나카오카는 어선을 타고 사이고와 함께 다카요시를 만나러 오고있었다. 사이고는 시모노세키를 향하고 있었지만, 도중에 조정의 의견이 막부의 조슈의 재정벌로 기우는 것을 저지하기 위해 급히 교토로 향해버렸다. 다카요시는 격분했고 화해의 진전은 불가능 해 보였지만, 료마와 나카오카는 사쓰마와 조슈의 화해를 포기하지 않았다.
막부 타도의 선봉장에 있던 조슈 번에 대해, 막부는 외국 세력에 조슈 번과의 무기나 탄약 류의 거래를 전면적으로 금지하자, 조슈 번은 근대 무기의 도입이 어려워지고 있었다. 한편, 사쓰마 번은 군량미의 조달을 고심하고 있었다. 여기서 료마는 사쓰마 번의 명의로 무기를 조달해 은밀히 조슈 번에 되팔고, 그 대신에 조슈로부터 사쓰마 번에 부족하던 쌀을 공급하는 방안을 제안했다. 거래의 실행과 화물의 운송은 가메야마 조합이 담당했다. 이 계책에 의해 양 번의 일촉즉발의 분위기가 해결되었고, 양 번 모두 자연히 수긍했다.
이것이 가메야마 조합의 첫 실적이 되어, 당시 외국인이 많이 모이던 나가사키에서 외국인과 접촉할 기회가 늘어남에 따라 료마는 영어와 네덜란드어 공부를 시작했다. 그리고 8월엔 나가사키의 토머스 블레이크 글러버가 운영하던 '글로버 상회'(일본어: グラバー商會)로부터 미니에 총(일본어: ミニエー銃) 4,300정, 게벨 총(일본어: ゲベール銃) 3,000정을 사쓰마 번의 명의로 조슈 번에의 매입 알선에 성공했다. 이것은 동시에 사쓰마와 조슈의 화해의 계기가 되었다. 또, 곤도 조지로(近藤長次郎)의 활동으로 사쓰마 번의 명의로 영국제 증기 군함 유니온 호(일본어: ユニオン號)（사쓰마 명 '사쿠라지마 마루'(櫻島丸), 조슈 명 '잇쵸 마루'(乙丑丸))의 구입에 성공하였고, 소유권을 둘러싼 분쟁은 있었지만 10월과 12월에 조슈 번과 사쿠라지마 조약을 체결, 선박의 운항은 가메야마 조합이 맡게 되었다.
9월에는 조슈 재 정벌의 칙령에 대해 사쓰마 번은 따르지 않겠다는 의미가 담긴, '의롭지 않은 칙령은 칙령이 아니다'(일본어: 非義勅命は勅命にあらず)라는 문구로 유명한 오쿠보 도시미치의 서간을 조슈 번 중신 히로사와 사네오미(廣澤眞臣)에게 전달하는 중대한 임무를 오쿠보와 사이고가 료마에게 맡겼다.

### 삿초동맹

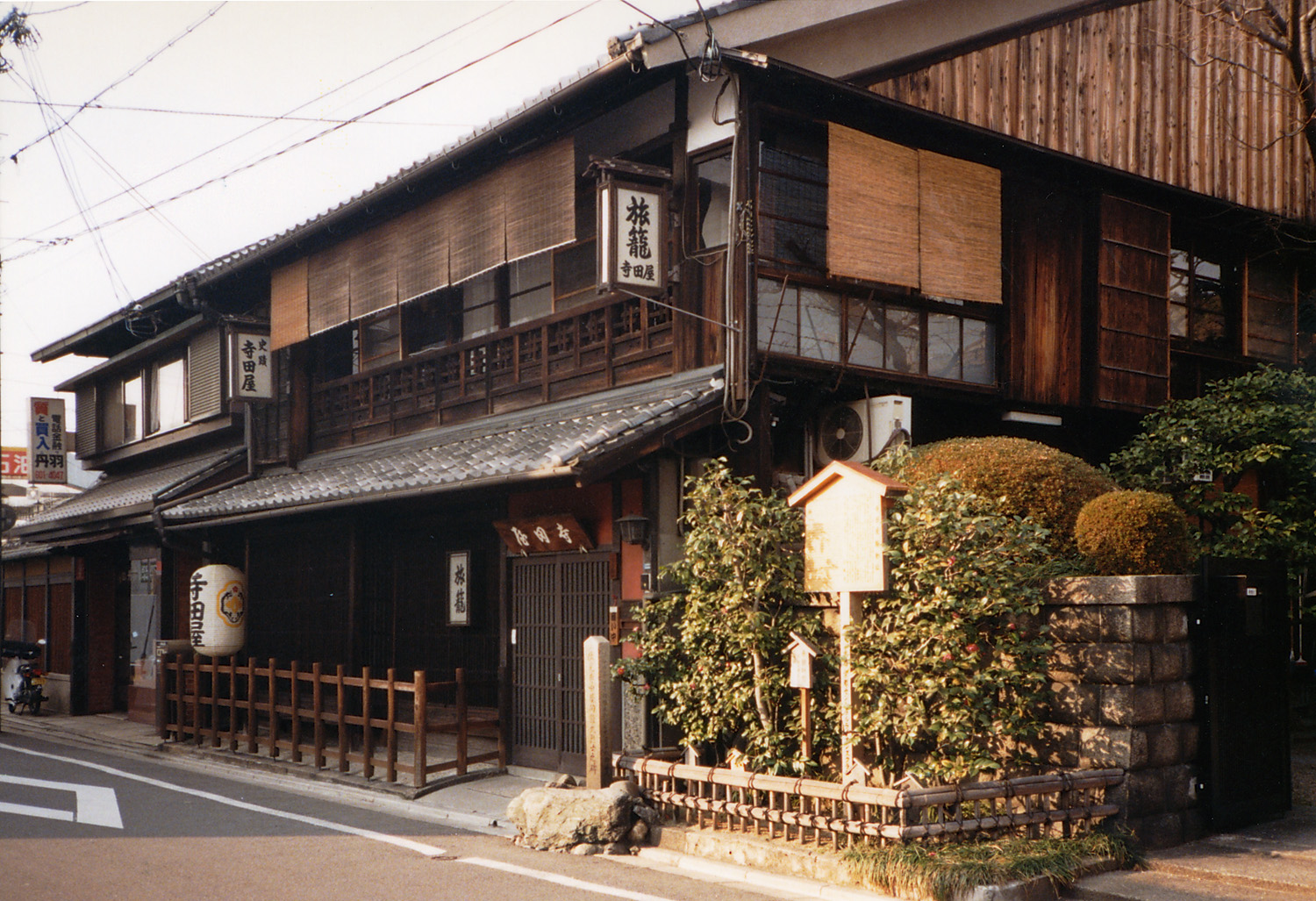
데라다야 사건이 일어났던 데라다야 여관

도막의 중심은 사쓰마번(가고시마현)과 조슈번(야마구치현)이었다. 사쓰마 번은 조정과 손을 잡아 막부를 일으켜 세워야 한다는 중도파였음에 반해, 조슈 번은 막부를 타도하고 왕정을 부활시켜야 한다는 급진파로서 두 번 대립하며 사이가 매우 나빴다. 료마는 동향인 나카오카 신타로와 함께, 두 번을 중재하여 1866년 삿초 동맹(사쓰마와 조슈 동맹)을 결성하는 데 공헌했다. 삿초 동맹이 체결된 바로 다음날, 료마를 포함한 지사들이 모여있던 데라다야 여관에서 료마 일행을 암살하려는 사건(데라다야 사건)이 발생한다. 암살범은 밝혀지지 않았지만, 삿초 동맹에 위협을 느낀 막부의 소행이라는 설이 있다.

가이엔타이의 깃발, 니비기(二曳)

### 가이엔타이
1867년 4월, 료마는 2번째 탈번했던 죄를 용서받고 가메야마 조합의 대장이 되어 도사 번 부속 외곽기관으로써 가메야마 조합의 이름을 가이엔타이(海援隊)로 개칭한다. 가이엔타이 창립 후, 료마는 이로하마루(일본어: 以呂波丸) 호 라는 전함을 직접 이끌고 항해에 나서게 된다. 하지만 운 나쁘게도 기슈번(紀州藩)의 메이코마루(明光丸) 호와 충돌하여 이로하마루 호는 바다속으로 가라앉는다.(이로하마루 사건) 이 사건의 배상 교섭에 나선 료마와 고토 쇼지로(後藤象二郞)는 기슈 번 대표에게 거액의 배상금을 지불하겠다는 약속을 받아냈다. 이것을 담보로 사용하면 당장이라도 거대한 함선을 구입하여 무역에 나설 수 있었지만, 료마는 그 길을 택하지 않고 고토의 의견에 따라 도사 번의 배로 고토와 함께 상경하여 대정봉환을 성사시키기 위해 본격적으로 움직이게 된다.

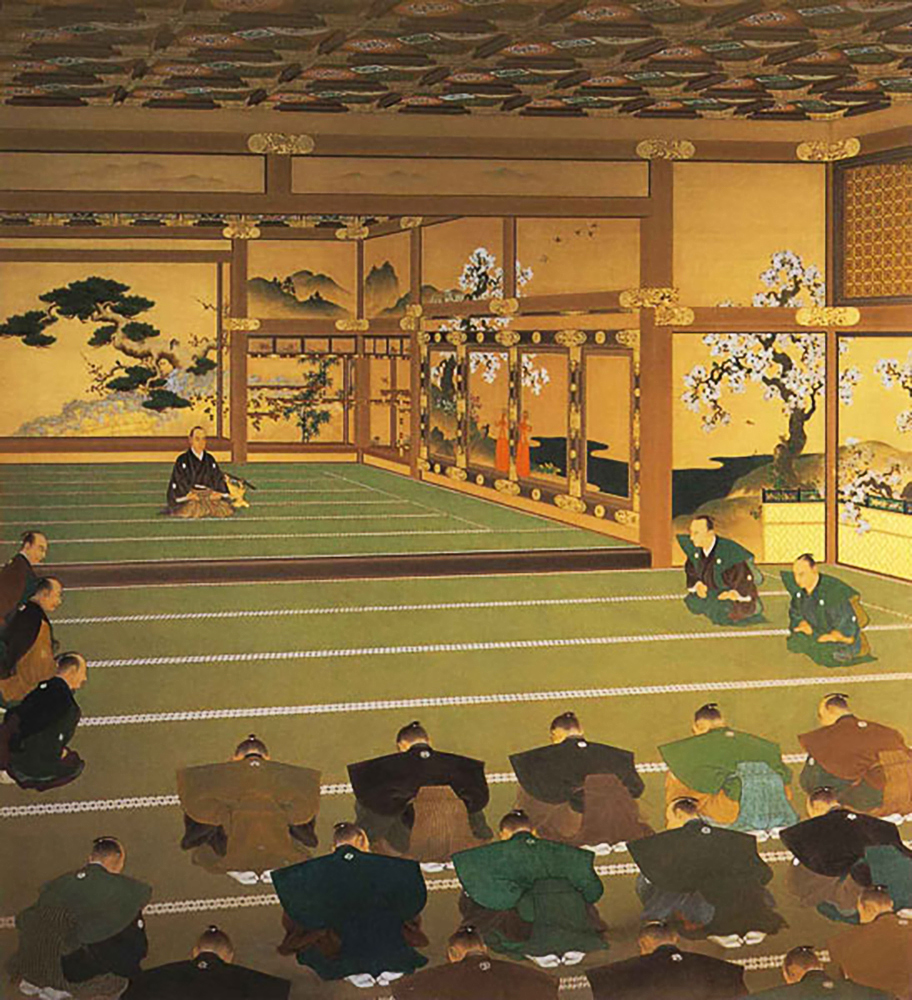
대정봉환 그림

### 선중팔책과 대정봉환
1867년 교토로 가는 배에서 료마는 대정봉환 등의 구상을 담은 선중팔책을 입안했다. (이 선중팔책은 훗날 신정부강령팔책(新政府綱領八策)이라는 메이지 정부의 기본 이념이 된다.) 대정봉환의 구상은 료마가 속했던 도사번의 번주인 야마우치 도요시게가 도쿠가와 요시노부(德川慶喜)에게 건의하여 채택되었다. 이후 천황이 이를 받아들여 실제로 대정봉환이 이뤄졌고, 정권은 막부에서 천황 중심의 조정으로 평화적으로 넘어갔다. 이 사건으로 일본은 봉건시대를 종식하고 메이지 유신을 통한 중앙집권적 근대국가로 발전하게 된다.

### 암살
대정봉환 한달 후 료마는 나카오카와 함께 교토에 머물다가 음력 11월 15일 오미야 여관에서 습격을 받고 피살됐다.(오미야 사건) 누구의 소행인지는 밝혀지지 않았다. 막부측 미마와리구미의 소행이라는 설이 유력한 가운데, 신센구미, 아군인 사쓰마 번 음모설 등 여러 설이 있다. 료마는 머리에 상처를 입었고 천천히 죽어갔다. 그의 죽음에 관해서는 당시 같이 습격당했던 나카오카가 중태인 가운데서도 3일간 생존했기 때문에 그에 의해 소상히 전해질 수 있었다.

#### 교토 미마와리구미설
다이쇼 시대가 된 전 미마와리구미 대사였던 이마이 노부오, 와타나베 아쓰시의 구술로, 사사키 다다사부로 등이 실행범이라고 증언하고 있다. 또한 가쓰 가이슈는 막부 상층부의 지시라고 추측하고 있다. 이 미마와리구미 설이 통설이 되었으며, 여기에 의문을 나타내는 역사학자는 없다. 하지만, 이마이나 와타나베의 구술에 어긋나는 부분（자객의 인원 구성, 현장에 두고 간 칼집의 소유자 등）이 있어서, 주로 작가를 중심으로 여러 가지 이설이 나오는 상황이다. 또한 현장에 달려가서 나카오카 신타로를 문병한 다니 다테키는 교토 미마와리구미 설을 믿지 않았다고 한다.
이마이 노부오는 증언 당시에는 자신이 망보기 역할이었을 뿐이라고 했으나, 장년~노년에 이르러서는 자식들에게 자신이 료마를 죽였다고 말하며 그때 썼다는 무기(칼,창)를 보여주며 당시의 상황을 세세하게 설명해주었다고 한다.
와타나베 아쓰시는 젊었을 적 이름이 이치로였다고도 하고 실제 료마를 암살한 미마와리구미의 와타나베 이치로와는 다른 인물이라고도 한다. 그가 료마 암살에 대해 증언한 것은 거의 죽기 직전에 할 말이 있다며 가족들을 모았을 때라고 한다. 평소 과거 이야기를 하지 않던 노인이 가족들을 불러서 한 얘기는 자신이 바로 료마 암살의 진범이라는 얘기였다. 이는 당시 신문에 기사로까지 나오며 유명해졌다. 그러나 고령의 나이로 인한 것인지 그의 얘기는 군데군데 아귀가 맞지 않는 부분이 많았고 사건의 당사자만이 알고 있는 세부적인 내용이 전무, 역사적 사료로서의 가치는 없다고 한다.
당시는 료마 암살로부터 시간이 많이 흘러 사건의 진상 또한 어느 정도는 밝혀졌기 때문에 일반인이 전혀 모를 정도는 아니었다고 한다. 무엇보다 유일한 증언자인 이마이 노부오 등도 죽어 더 이상 사건에 대해 진술할 만한 미마와리구미 대원도 없었다. 즉, 이 와타나베 아쓰시는 실제 실행범이 아니며 단지 '료마를 죽인 자'라는 자신의 이름을 팔기 위해 연극을 했다는 설도 있다.

#### 신센구미설
료마 암살 당시 현장에 남아있던 칼집 등의 물증이나, 3일후에 암살된 이토 가시타로의 동지（고료에시(御陵衛士)）등의 증언에서 신센구미의 하라다 사노스케에 의해서라고 믿어졌지만, 베인 상처로 보면 왼손잡이에 의해서라는 설도 있다. 이 설을 채용하면 왼손잡이에다가 호쿠신잇토류(北辰一刀流)의 달인인 료마를 살해할 정도로 실력이 있는 인물, 사이토 하지메라는 설도 있다.（사이토의 신센구미 복귀 시기는 여러 가지 설이 있지만, 아사다 지로의 『칼에 지다』중에서는 고료에시（高臺寺黨）로써의 사이토 설을 주장하고 있다. 하지만 사이토가 왼손잡이라는 설 자체가 역사적 사실일 가능성은 낮다. 문학적 상상력에 의해 만들어진 설정이며, 그가 실제 왼손잡이였다는 뚜렷한 증거는 없다.）
사건 후, 11월 26일에 막부에서 조사를 받은 신센구미 국장 곤도 이사미는 진술에서 '우리는 프로다. 만약 우리가 했다면 나카오카씨도 살아남지 못했을 것이다. (실제로 같이 참변을 당했던 나카오카 신타로는 이틀 정도 더 생존해 사건을 증언함)'라며 관여 된 것을 부정하였다. 곤도와 같이 체포되어 조사를 받은 오이시 쿠와지로도 이 사건만큼은 부정했다. 그는 이토 가시타로를 암살한, 신센구미 내에서도 손꼽는 검객이었다. 료마가 속해있던 토사번 지사들이 신센구미 설을 확신에 가깝게 믿고 있었던 당시에는 그들의 주장을 관철시키기 위해 오이시에게 무수한 고문을 했다. 이를 견디지 못한 오이시가 억지로 인정을 한 적이 있지만 이내 부정하면서 '사건 이후 곤도 국장이 미마와리구미의 이마이, 와타나베가 료마씨를 해치운 것은 회자될 만한 일이다 라고 말하는 것만을 들었을 뿐' 이라며 일축했다. 곤도와 오이시 둘다 료마 암살 혐의 때문에 참수되었지만 이는 토사번 지사들의 복수심에 가까운 맹렬한 주장에 의한 것으로 실질적인 증거 없이 억지로 몰아 붙인 결과에 지나지 않았다.
당시 료마는 지금과 같은 인지도는 없었지만 이름난 지사였다. 따라서 막부 순찰대가 그를 해치운 것은 큰 공로이므로 자랑을 하면 했지 숨길 일은 아니었던 것이다. 그러나 신센구미는 암살 당시부터 한결 같이 혐의를 부정했다.
현재는, 신센구미 설을 지지하는 연구자는 거의 없다.

#### 사쓰마번 음모설
대정봉환 이후, 료마는 막부에 대하는 태도가 부드러워지며, 도쿠가와 요시노부를 포함한 제후 회의에 의한 신정부 설립에 기울였다고한다. 무력 도막을 지지했던 사이고 다카모리, 오쿠보 도시미치등이, 이런 료마의 움직임을 간과할 수 없었고, 고의로 막부측에 료마의 소재지를 누설했다는 설.
요시노부의 처우를 둘러싸고, 사이고와 료마의 의견이 서로 달랐다는 것은 확실하다. 무력 도막파에 의한 대정봉환파의 암살설은, 사사키 다몬의 서한이나 오우미야 종업원들의 증언 등의 자료를 근거로 두고 있다. 하지만 이 설은 대정봉환 노선과 무력 도막노선의 대립을 필요 이상으로 너무 강조되었으며, 양자는 서로 받아들일 수 없는 노선은 아니었다는 학설을 전혀 고려하지 않은 점이 최대 문제로, 그 점에서 근거가 약하다. 이 설에는 일부 열광적인 지지자가 있기 때문에 역사학계에서는 거의 상대하지 않는 실정이다.

### 연표
| 연호(서기)          | 연 령 | 료마의 동향 | 전국의 동향 |
| ------------------- | ----- | --- | --- |
| 덴포 6년(1835년)    | 1     | (11월 15일) 료마 출생. | |
| 고카 3년(1846년)    | 12    | (이 해) 쿠스야마 사숙에서 공부하다가, 곧 그만둠. (이 해) 어머니 사카모토 고 사망. | |
| 가에이 원년(1848년) | 14    | (이 해) 히네노 벤지의 도장에 입문해 오구리 류 검술을 배움. | |
| 가에이 6년(1853년)  | 19    | (4월) 에도로 유학, 북진일도류 지바 도장에 입문. (6월~9월) 페리 제독 내항 당시, 도사 번의 임시 시나가와(品川) 해안 경비대로 복무. (12월) 사쿠마 쇼잔의 사숙에 입문. | (6월 3일) 페리 제독이 흑선(黑船)을 타고 우라가(浦賀) 해안에 내항. |
| 안세이 원년(1854년) | 20    | (6월 23일) 검술 수행이 끝나 도사에 돌아옴. (이 해 겨울) 가와다 쇼료의 사숙에 들어가 서양 문물과 세계 정세에 대해 배우고 계몽됨. | |
| 안세이 2년(1855년)  | 21    | (12월 4일) 아버지 사카모토 나오타리 사망. | (3월 31일) 미일 화친 조약 체결. |
| 안세이 3년(1856년)  | 22    | (이 해) 다시 임시 해안 경비대로 에도에 옴. (이 해) 다시 지바 도장에서 유학. | |
| 안세이 5년(1858년)  | 24    | (1월) 지바 도장에서 《북진일도류 장도 병법목록(北辰一刀流長刀兵法目錄)》1권을 하사받음. (9월) 검술 수행을 마치고 귀국. | (6월 28일) 미일 수호 통상조약 체결. (9월 7일) 안세이 대옥(安政의大獄) 시작. |
| 안세이 6년(1859년)  | 25    | | (2월 26일) 도사번 번주 야마우치 도요시게 은거, 이 때부터 야마우치 요도(山內容堂)라고 불림. (10월 11일) 막부로부터 칩거, 근신 명령이 내려짐. |
| 만엔 원년(1860년)   | 26    | | (3월 24일) 사쿠라다 문 밖의 변 발발. |
| 분큐 원년(1861년)   | 27    | (9월) 도사 근왕당에 9번째로 가입. (10월 11일) 다케치 즈이잔(武市瑞山)의 밀서를 가지고, 조슈로 향함. | |
| 분큐 2년(1862년)    | 28    | (1월 14일) 조슈의 하기(萩)에서 구사카 겐즈이(久坂玄瑞)와 면담. (3월 24일) 사와무라 소노죠(澤村惣之丞)와 함께 탈번. (10월 경) 가쓰 가이슈를 방문하고 그 자리에서 제자로 들어감. | (1월 15일) 사카시타 문 밖의 변(坂下門外의變) 발발. (4월 8일) 도사 번의 중신 요시다 도요 암살. |
| 분큐 3년(1863년)    | 29    | (2월 25일) 가쓰의 중재로 탈번의 죄를 용서받음. (4월 2일) 오쿠보 이치오(大久保一翁)와 면담, 대정봉환론을 배움. (4월 23일) 고베 해군 훈련소 설립을 허가받음. (5월) 고베 해군 훈련소 설립 자금 조달을 위해 가쓰의 사신으로서 에치젠국 후쿠이번의 번주였던 마쓰다이라 슌가쿠에게 천냥을 빌리러 감. (10월) 고베 해군 훈련소 책임자가 됨. (12월) 도사 번으로부터 돌아오라는 명령이 있었지만 수행하지 않고 다시 탈번. | (5월 10일) 조슈 번이 시모노세키에서 양이 결행. (6월) 도사 번이 도사 근왕당 탄압을 시작. (8월 18일) 8월 18일의 정변 발발. (9월 21일) 다케치 즈이잔과 도사 근왕당 주요 당원 투옥. |
| 겐지 원년(1864년)   | 30    | (2월 10일)외국의 조슈 번 공격의 중재자로서, 가쓰가 나가사키에 파견되어 료마 일행도 참석. (2월 14일) 가쓰의 사신으로서 구마모토에 있는 요코이 쇼난을 방문. 나라사키 료를 만남. (5월 14일) 고베 해군 훈련소 발족. (8월 경) 가쓰의 사신으로서 사이고 다카모리를 방문. (11월 10일) 가쓰가 군함 부교직에서 파면당함. 고베 해군 훈련소가 사실상 폐쇄, 료마 일행은 사쓰마 번의 보호를 받게됨. | (1월) 산요회의가 시작됨. (6월 5일) 이케다야 사건 발발. (7월 19일) 금문의 변 발발. (7월 23일) 막부가 제 1차 조슈 정벌 명령을 내림. (8월 25일) 시모노세키 전쟁 발발. |
| 게이오 원년(1865년) | 31    | (5월 1일) 가고시마의 사이고 다카모리의 집에서 체류. (5월 19일) 다시 구마모토의 요코이 쇼난을 방문. (5월 24일) 다자이후 천만궁(太宰府天滿宮)에서 산죠 사네토미(三條實美)를 알현. (음력 5월 6일) 기도 다카요시(木戶孝允)와 면회. (윤 5월 29일) 나카오카 신타로(中岡愼太郞)와 함께 시모노세키를 떠나 상경. (음력 5월) 사쓰마 번의 원조를 얻어, 가메야마 조합을 설립. (6월 24일) 사쓰마의 다이묘 저택에서 사이고와 회견해 사쓰마 번의 명의로 조슈 번의 무기를 구매하는데 동의를 얻음. | (음력 5월 11일) 다케치 즈이잔, 할복. |
| 게이오 2년(1866년)  | 32    | (1월 21일) 료마의 알선으로 사이고 다카모리, 기도 다카요시, 오쿠보 도시미치 등이 모여 삿초 동맹을 체결. (1월 23일) 데라다야 사건 발발. (2월 5일) 기도 다카요시에게 요청받고 삿초 동맹 맹약서에 서명을 함. (3월 5일) 데라다야 사건으로 인한 부상 치료를 위해 사이고의 권유로, 아내 오료와 함께 가고시마를 여행함 (3월~4월). (6월 17일) 시모노세키에서 조슈 대 막부 전쟁에 참여. (7월) 이 무렵, 경영난으로 가메야마 조합 해산을 고려. | (6월 7일~) 제 2차 조슈 정벌 시작. (8월 1일) 조슈 번의 공세로 고쿠라번이 고쿠라성을 함락당함. |
| 게이오 3년(1867년)  | 33    | (1월 13일) 미조구치 히로노죠(溝淵廣之丞)의 주선으로 도사번 산세이(參政) 고토 쇼지로(後藤象二郞)와 만남. (4월 초순) 가메야마 조합 대장이 되어 조합을 개편해 가이엔타이로 개칭함. (4월 23일) 기슈번 메이코마루 호와 충돌해 이로하마루 호가 가라앉음. (5월 29일) 기슈 번으로부터 거액의 배상금 지불을 약속받음. (6월 9일) 고토 쇼지로와 함께 선중팔책을 책정. (6월 22일) 사쓰도 맹약(薩土盟約) 성립. (7월 29일) 영국 이카루스 호 선원 살해 혐의가 가이엔타이에 회부됨. (9월 10일) 이카루스 호 사건 해결. (10월 10일) 막부의 와카도시요리(若年寄) 나가이 나오유키(永井尙志)를 만나 대정봉환 건의의 채용을 요구. (10월 16일) 오자키 사부로(尾崎三良)와 함께 《신관제의정서(新官制擬定書)》를 작성. (11월 상순)《신정부강령팔책》의 초안을 작성. (11월 15일) 나카오카 신타로와 함께 교토 오미야에서 자객의 습격을 받아 암살당함. (오미야 사건) | (1월 9일) 메이지 천황(明治天皇), 천조(踐祚). (7월 6일) 이카루스 호 사건 발생. 사쓰마 번이 도사 번에 사쓰도 맹약 파기를 통보. (10월 3일) 도사 번이 대정봉환 건의 안을 제출. (10월 14일) 도쿠가와 요시노부(德川慶喜)가 대정봉환을 상주(上奏), 이 날 사쓰마 조슈 양 번에 막부 타도의 밀약이 내려짐. (12월 9일) 왕정복고(王政復古) 정변 발발. |

## 료마의 가계도
| 오하마 나오마스 (大浜直益) (고조부)                                |                                                                    |                                                                    |                                                                    |                                                                    |                                                                    |                                          |                                          |                                          |                                          |                                                                   |                                                                   |                                                                   |                                                                   |                                                                   |                                                                   |  |  |                                      |                                      |                                      |                                      |                                      |                                      |  |  |                               |                               |                               |                               |                               |                               |                   |                   |                          |                          |                          |                          |                          |                          |  |  |                          |                          |                          |                          |                          |                          |  |  |                                  |                                  |                                  |                                  |                                  |                                  |
|                                                                    |                                                                    |                                                                    |                                                                    |                                                                    |                                                                    |                                          |                                          |                                          |                                          |                                                                   |                                                                   |                                                                   |                                                                   |                                                                   |                                                                   |  |  |                                      |                                      |                                      |                                      |                                      |                                      |  |  |                               |                               |                               |                               |                               |                               |                   |                   |                          |                          |                          |                          |                          |                          |  |  |                          |                          |                          |                          |                          |                          |  |  |                                  |                                  |                                  |                                  |                                  |                                  |
|                                                                    |                                                                    |                                                                    |                                                                    |                                                                    |                                                                    |                                          |                                          |                                          |                                          |                                                                   |                                                                   |                                                                   |                                                                   |                                                                   |                                                                   |  |  |                                      |                                      |                                      |                                      |                                      |                                      |  |  |                               |                               |                               |                               |                               |                               |                   |                   |                          |                          |                          |                          |                          |                          |  |  |                          |                          |                          |                          |                          |                          |  |  |                                  |                                  |                                  |                                  |                                  |                                  |
| 고시(鄕士) 사카모토가 (坂本家) 사카모토 나오미 (坂本直海) (증조부) | 고시(鄕士) 사카모토가 (坂本家) 사카모토 나오미 (坂本直海) (증조부) | 고시(鄕士) 사카모토가 (坂本家) 사카모토 나오미 (坂本直海) (증조부) | 고시(鄕士) 사카모토가 (坂本家) 사카모토 나오미 (坂本直海) (증조부) | 고시(鄕士) 사카모토가 (坂本家) 사카모토 나오미 (坂本直海) (증조부) | 고시(鄕士) 사카모토가 (坂本家) 사카모토 나오미 (坂本直海) (증조부) |                                          |                                          |                                          |                                          | 사이다니야 사카모토가 (才谷屋坂本家) 사카모토 나오키요 (坂本直淸) | 사이다니야 사카모토가 (才谷屋坂本家) 사카모토 나오키요 (坂本直淸) | 사이다니야 사카모토가 (才谷屋坂本家) 사카모토 나오키요 (坂本直淸) | 사이다니야 사카모토가 (才谷屋坂本家) 사카모토 나오키요 (坂本直淸) | 사이다니야 사카모토가 (才谷屋坂本家) 사카모토 나오키요 (坂本直淸) | 사이다니야 사카모토가 (才谷屋坂本家) 사카모토 나오키요 (坂本直淸) |  |  |                                      |                                      |                                      |                                      |                                      |                                      |  |  |                               |                               |                               |                               |                               |                               |                   |                   |                          |                          |                          |                          |                          |                          |  |  |                          |                          |                          |                          |                          |                          |  |  |                                  |                                  |                                  |                                  |                                  |                                  |
| 고시(鄕士) 사카모토가 (坂本家) 사카모토 나오미 (坂本直海) (증조부) | 고시(鄕士) 사카모토가 (坂本家) 사카모토 나오미 (坂本直海) (증조부) | 고시(鄕士) 사카모토가 (坂本家) 사카모토 나오미 (坂本直海) (증조부) | 고시(鄕士) 사카모토가 (坂本家) 사카모토 나오미 (坂本直海) (증조부) | 고시(鄕士) 사카모토가 (坂本家) 사카모토 나오미 (坂本直海) (증조부) | 고시(鄕士) 사카모토가 (坂本家) 사카모토 나오미 (坂本直海) (증조부) |                                          |                                          |                                          |                                          | 사이다니야 사카모토가 (才谷屋坂本家) 사카모토 나오키요 (坂本直淸) | 사이다니야 사카모토가 (才谷屋坂本家) 사카모토 나오키요 (坂本直淸) | 사이다니야 사카모토가 (才谷屋坂本家) 사카모토 나오키요 (坂本直淸) | 사이다니야 사카모토가 (才谷屋坂本家) 사카모토 나오키요 (坂本直淸) | 사이다니야 사카모토가 (才谷屋坂本家) 사카모토 나오키요 (坂本直淸) | 사이다니야 사카모토가 (才谷屋坂本家) 사카모토 나오키요 (坂本直淸) |  |  |                                      |                                      |                                      |                                      |                                      |                                      |  |  |                               |                               |                               |                               |                               |                               |                   |                   |                          |                          |                          |                          |                          |                          |  |  |                          |                          |                          |                          |                          |                          |  |  |                                  |                                  |                                  |                                  |                                  |                                  |
| 사카모토 나오스미 (坂本直澄) (조부)                                |                                                                    |                                                                    |                                                                    |                                                                    |                                                                    |                                          |                                          |                                          |                                          |                                                                   |                                                                   |                                                                   |                                                                   |                                                                   |                                                                   |  |  |                                      |                                      |                                      |                                      |                                      |                                      |  |  |                               |                               |                               |                               |                               |                               |                   |                   |                          |                          |                          |                          |                          |                          |  |  |                          |                          |                          |                          |                          |                          |  |  |                                  |                                  |                                  |                                  |                                  |                                  |
|                                                                    |                                                                    |                                                                    |                                                                    |                                                                    |                                                                    |                                          |                                          |                                          |                                          |                                                                   |                                                                   |                                                                   |                                                                   |                                                                   |                                                                   |  |  |                                      |                                      |                                      |                                      |                                      |                                      |  |  |                               |                               |                               |                               |                               |                               |                   |                   |                          |                          |                          |                          |                          |                          |  |  |                          |                          |                          |                          |                          |                          |  |  |                                  |                                  |                                  |                                  |                                  |                                  |
| 사카모토 고 (坂本幸) (친모)                                        | 사카모토 고 (坂本幸) (친모)                                        | 사카모토 고 (坂本幸) (친모)                                        | 사카모토 고 (坂本幸) (친모)                                        | 사카모토 고 (坂本幸) (친모)                                        | 사카모토 고 (坂本幸) (친모)                                        |                                          |                                          |                                          |                                          |                                                                   |                                                                   |                                                                   |                                                                   |                                                                   |                                                                   |  |  | 사카모토 나오타리 (坂本直足) (부)    | 사카모토 나오타리 (坂本直足) (부)    | 사카모토 나오타리 (坂本直足) (부)    | 사카모토 나오타리 (坂本直足) (부)    | 사카모토 나오타리 (坂本直足) (부)    | 사카모토 나오타리 (坂本直足) (부)    |  |  |                               |                               | 이요(伊與) (계모)             | 이요(伊與) (계모)             | 이요(伊與) (계모)             | 이요(伊與) (계모)             | 이요(伊與) (계모) | 이요(伊與) (계모) |                          |                          |                          |                          |                          |                          |  |  |                          |                          |                          |                          |                          |                          |  |  |                                  |                                  |                                  |                                  |                                  |                                  |
| 사카모토 고 (坂本幸) (친모)                                        | 사카모토 고 (坂本幸) (친모)                                        | 사카모토 고 (坂本幸) (친모)                                        | 사카모토 고 (坂本幸) (친모)                                        | 사카모토 고 (坂本幸) (친모)                                        | 사카모토 고 (坂本幸) (친모)                                        |                                          |                                          |                                          |                                          |                                                                   |                                                                   |                                                                   |                                                                   |                                                                   |                                                                   |  |  | 사카모토 나오타리 (坂本直足) (부)    | 사카모토 나오타리 (坂本直足) (부)    | 사카모토 나오타리 (坂本直足) (부)    | 사카모토 나오타리 (坂本直足) (부)    | 사카모토 나오타리 (坂本直足) (부)    | 사카모토 나오타리 (坂本直足) (부)    |  |  |                               |                               | 이요(伊與) (계모)             | 이요(伊與) (계모)             | 이요(伊與) (계모)             | 이요(伊與) (계모)             | 이요(伊與) (계모) | 이요(伊與) (계모) |                          |                          |                          |                          |                          |                          |  |  |                          |                          |                          |                          |                          |                          |  |  |                                  |                                  |                                  |                                  |                                  |                                  |
|                                                                    |                                                                    |                                                                    |                                                                    |                                                                    |                                                                    |                                          |                                          |                                          |                                          |                                                                   |                                                                   |                                                                   |                                                                   |                                                                   |                                                                   |  |  |                                      |                                      |                                      |                                      |                                      |                                      |  |  |                               |                               |                               |                               |                               |                               |                   |                   |                          |                          |                          |                          |                          |                          |  |  |                          |                          |                          |                          |                          |                          |  |  |                                  |                                  |                                  |                                  |                                  |                                  |
|                                                                    |                                                                    |                                                                    |                                                                    |                                                                    |                                                                    |                                          |                                          |                                          |                                          |                                                                   |                                                                   |                                                                   |                                                                   |                                                                   |                                                                   |  |  |                                      |                                      |                                      |                                      |                                      |                                      |  |  |                               |                               |                               |                               |                               |                               |                   |                   |                          |                          |                          |                          |                          |                          |  |  |                          |                          |                          |                          |                          |                          |  |  |                                  |                                  |                                  |                                  |                                  |                                  |
| 치노(千野) (곤페이의 처)                                           | 치노(千野) (곤페이의 처)                                           | 치노(千野) (곤페이의 처)                                           | 치노(千野) (곤페이의 처)                                           | 치노(千野) (곤페이의 처)                                           | 치노(千野) (곤페이의 처)                                           |                                          |                                          |                                          |                                          | 사카모토 곤페이 (坂本權平) (형)                                   | 사카모토 곤페이 (坂本權平) (형)                                   | 사카모토 곤페이 (坂本權平) (형)                                   | 사카모토 곤페이 (坂本權平) (형)                                   | 사카모토 곤페이 (坂本權平) (형)                                   | 사카모토 곤페이 (坂本權平) (형)                                   |  |  | 사카모토 치즈 (坂本千鶴) (누나)      | 사카모토 치즈 (坂本千鶴) (누나)      | 사카모토 치즈 (坂本千鶴) (누나)      | 사카모토 치즈 (坂本千鶴) (누나)      | 사카모토 치즈 (坂本千鶴) (누나)      | 사카모토 치즈 (坂本千鶴) (누나)      |  |  | 사카모토 에이 (坂本榮) (누나) | 사카모토 에이 (坂本榮) (누나) | 사카모토 에이 (坂本榮) (누나) | 사카모토 에이 (坂本榮) (누나) | 사카모토 에이 (坂本榮) (누나) | 사카모토 에이 (坂本榮) (누나) |                   |                   | 오토메 (坂本乙女) (누나) | 오토메 (坂本乙女) (누나) | 오토메 (坂本乙女) (누나) | 오토메 (坂本乙女) (누나) | 오토메 (坂本乙女) (누나) | 오토메 (坂本乙女) (누나) |  |  | 사카모토 료마 (坂本龍馬) | 사카모토 료마 (坂本龍馬) | 사카모토 료마 (坂本龍馬) | 사카모토 료마 (坂本龍馬) | 사카모토 료마 (坂本龍馬) | 사카모토 료마 (坂本龍馬) |  |  | 나라사키 료 (楢崎龍) (료마의 처) | 나라사키 료 (楢崎龍) (료마의 처) | 나라사키 료 (楢崎龍) (료마의 처) | 나라사키 료 (楢崎龍) (료마의 처) | 나라사키 료 (楢崎龍) (료마의 처) | 나라사키 료 (楢崎龍) (료마의 처) |
| 치노(千野) (곤페이의 처)                                           | 치노(千野) (곤페이의 처)                                           | 치노(千野) (곤페이의 처)                                           | 치노(千野) (곤페이의 처)                                           | 치노(千野) (곤페이의 처)                                           | 치노(千野) (곤페이의 처)                                           |                                          |                                          |                                          |                                          | 사카모토 곤페이 (坂本權平) (형)                                   | 사카모토 곤페이 (坂本權平) (형)                                   | 사카모토 곤페이 (坂本權平) (형)                                   | 사카모토 곤페이 (坂本權平) (형)                                   | 사카모토 곤페이 (坂本權平) (형)                                   | 사카모토 곤페이 (坂本權平) (형)                                   |  |  | 사카모토 치즈 (坂本千鶴) (누나)      | 사카모토 치즈 (坂本千鶴) (누나)      | 사카모토 치즈 (坂本千鶴) (누나)      | 사카모토 치즈 (坂本千鶴) (누나)      | 사카모토 치즈 (坂本千鶴) (누나)      | 사카모토 치즈 (坂本千鶴) (누나)      |  |  | 사카모토 에이 (坂本榮) (누나) | 사카모토 에이 (坂本榮) (누나) | 사카모토 에이 (坂本榮) (누나) | 사카모토 에이 (坂本榮) (누나) | 사카모토 에이 (坂本榮) (누나) | 사카모토 에이 (坂本榮) (누나) |                   |                   | 오토메 (坂本乙女) (누나) | 오토메 (坂本乙女) (누나) | 오토메 (坂本乙女) (누나) | 오토메 (坂本乙女) (누나) | 오토메 (坂本乙女) (누나) | 오토메 (坂本乙女) (누나) |  |  | 사카모토 료마 (坂本龍馬) | 사카모토 료마 (坂本龍馬) | 사카모토 료마 (坂本龍馬) | 사카모토 료마 (坂本龍馬) | 사카모토 료마 (坂本龍馬) | 사카모토 료마 (坂本龍馬) |  |  | 나라사키 료 (楢崎龍) (료마의 처) | 나라사키 료 (楢崎龍) (료마의 처) | 나라사키 료 (楢崎龍) (료마의 처) | 나라사키 료 (楢崎龍) (료마의 처) | 나라사키 료 (楢崎龍) (료마의 처) | 나라사키 료 (楢崎龍) (료마의 처) |
|                                                                    |                                                                    |                                                                    |                                                                    |                                                                    |                                                                    |                                          |                                          |                                          |                                          |                                                                   |                                                                   |                                                                   |                                                                   |                                                                   |                                                                   |  |  |                                      |                                      |                                      |                                      |                                      |                                      |  |  |                               |                               |                               |                               |                               |                               |                   |                   |                          |                          |                          |                          |                          |                          |  |  |                          |                          |                          |                          |                          |                          |  |  |                                  |                                  |                                  |                                  |                                  |                                  |
|                                                                    |                                                                    |                                                                    |                                                                    |                                                                    |                                                                    | 사카모토 하루이 (坂本春猪) (곤페이의 딸) | 사카모토 하루이 (坂本春猪) (곤페이의 딸) | 사카모토 하루이 (坂本春猪) (곤페이의 딸) | 사카모토 하루이 (坂本春猪) (곤페이의 딸) | 사카모토 하루이 (坂本春猪) (곤페이의 딸)                          | 사카모토 하루이 (坂本春猪) (곤페이의 딸)                          |                                                                   |                                                                   |                                                                   |                                                                   |  |  | 사카모토 나오 (坂本直) (료마의 조카) | 사카모토 나오 (坂本直) (료마의 조카) | 사카모토 나오 (坂本直) (료마의 조카) | 사카모토 나오 (坂本直) (료마의 조카) | 사카모토 나오 (坂本直) (료마의 조카) | 사카모토 나오 (坂本直) (료마의 조카) |  |  |                               |                               |                               |                               |                               |                               |                   |                   |                          |                          |                          |                          |                          |                          |  |  |                          |                          |                          |                          |                          |                          |  |  |                                  |                                  |                                  |                                  |                                  |                                  |

- (고조부)"오하마 나오마스"(大濱直益)(1702년 - 1779년)
- (고조모)"다나카 씨"(田中氏)
- (증조부)"사카모토 나오미"(坂本直海)(1739년 - 1812년)
- (증조모)"구마 씨"(久萬氏)
- (조부)"사카모토 나오스미"(坂本直澄)(1765년 - 1816년）
- (조모)"이노우에 씨"(井上氏)
- (부)"사카모토 나오타리"(坂本直足)(1797년 - 1855년)
- (모)"사카모토 고"(坂本幸)
  - (본인)"사카모토 료마"(坂本龍馬)(1836년 - 1867년)
  - (아내)"나라사키 료"(楢崎龍)

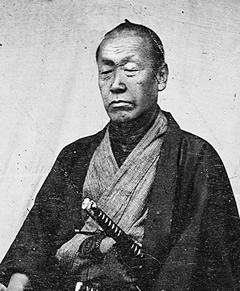
형 사카모토 곤페이 (坂本權平)
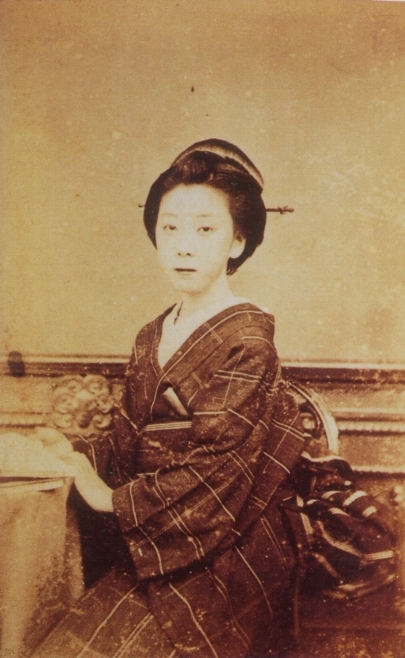
아내 나라사키 료 (楢崎龍)
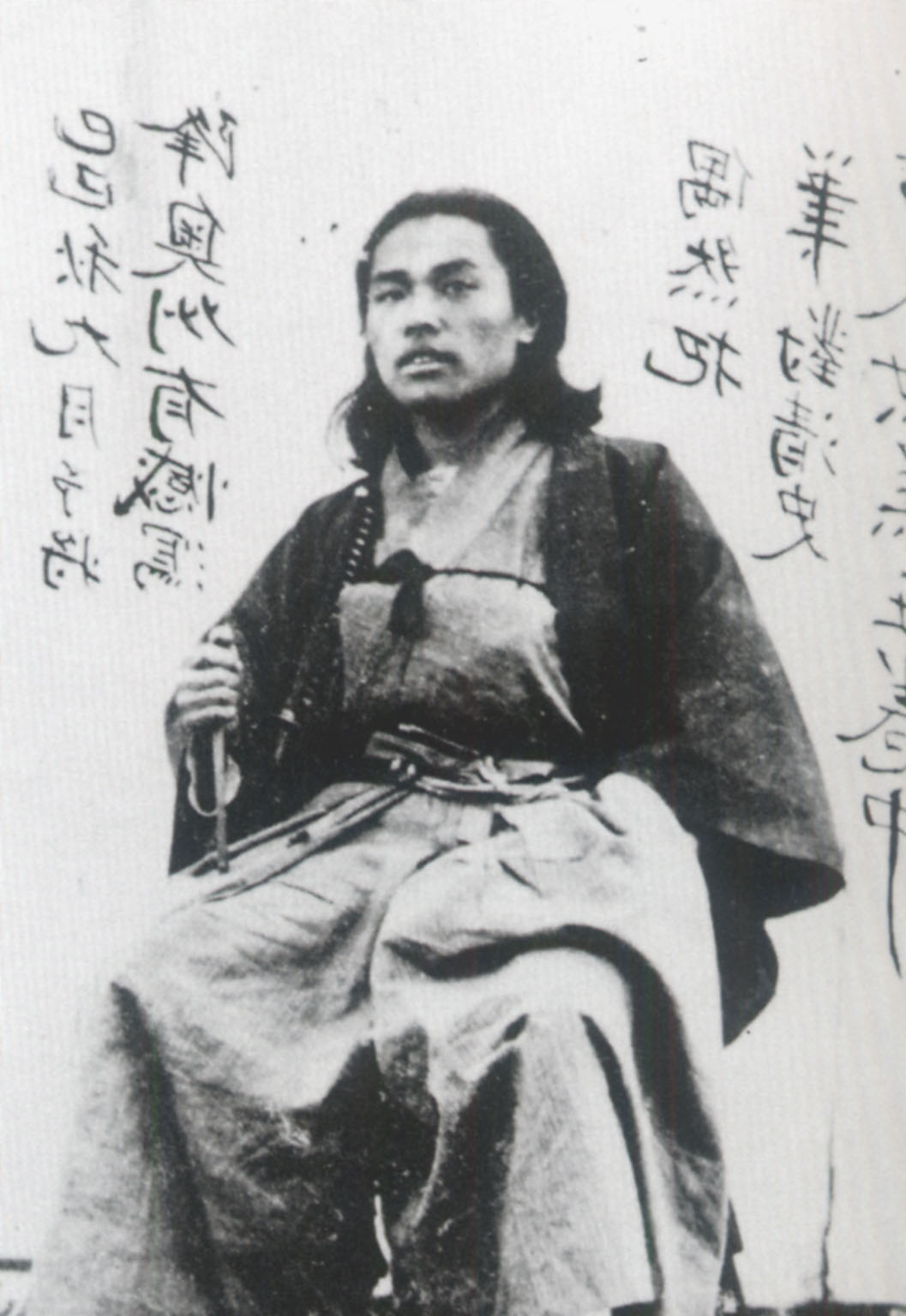
조카 사카모토 나오 (坂本直)

## 관련 작품

### 소설
- 《한혈천리마》(汗血千里駒) : 사카자키 시란(坂崎紫瀾) 지음
- 《료마가 간다》: 시바 료타로(司馬遼太郞) 지음
- 《사카모토 료마》: 야마오카 소하치(山岡莊八) 지음
- 《료마》: 쯔모토 요우(津本陽) 지음
- 《사카모토 료마》: 토요다 죠우(豊田穰) 지음
- 《조종당한 료마-메이지유신과 영국 첩보부, 그리고 프리메이슨》(あやつられた龍馬―明治維新와英國諜報部、そしてフリーメーソン) : 카지 마사카즈(加治將一) 지음
- 《영어로 읽는 사카모토 료마》(英語で讀む坂本龍馬) : 로뮬레스 힐즈버로우(ロミュラス・ヒルズボロウ) 지음

### 만화
- 《어~이! 료마》(お〜い龍馬) : 원작 다케다 테쓰야(武田鐵矢), 만화 고야마 유우(小山ゆう)
- 《풍운아들》(風雲兒たち) : 미나모토 타로(みなもと太郞) 지음
- 《운룡분마》(雲龍奔馬) : 미나모토 타로(みなもと太郞) 지음
- 《사카모토 료마》 : 구로가네 히로시(黑鐵ヒロシ) 지음
- 《사카모토 료마》 : 원작 야마오카 소하치(山岡荘八), 만화 요코야마 마사미치(横山まさみち)
- 《육오원외전 수라의 각》(陸奧圓明流外傳 修羅의刻) : 마와하라 마사토시(川原正敏) 지음
- 《JIN-仁-》 : 무라카미 모토카(村上 もとか) 지음
- 《사무라이건》(サムライガン) : 쿠마 히로시(熊谷カズヒロ) 지음
  - 단, 사카모토 료마가 등장인물인 것은 전혀 언급이 없다. 애니메이션화 즈음 그 이름이 등장한다.
- 《료마에》(龍馬へ) : 무쓰 토시유키(むつ利之) 지음
- 《살인마 료마》(人斬り龍馬) : 이시카와 마사유키(石川雅之) 지음
- 《천상의 료마》(天翔의龍馬) : 원작 우메무라 신야(梅村眞也), 만화 하시모토 에이지(橋本エイジ)
- 《료마 끓어오르다!》(龍馬滾ル!) : 원작 기타오지 류세이(北大路龍星), 만화 카타야마 마코토(かたやままこと)
  - 영 애니멀에서 부정기 연재

### 영화
- 《사카모토 료마》: 1911년 / 료마 : 오노에 마쓰노스케(尾上松之助)
- 《사카모토 료마》: 1911년 / 료마 : 후지사와 아사지로(藤澤淺二郞)
- 《사카모토 료마》: 1914년 / 료마 : 오노에 마쓰노스케(尾上松之助)
- 《사카모토 료마》: 1921년 / 료마 : 아라시 리토쿠(嵐璃德)
- 《사카모토 료마》: 1924년 / 료마 : 이라가와 하타야(市川幡谷)
- 《우국의 소년》(憂國의少年) : 1926년 / 료마 : 나카무라 센노스케(中村仙之助)
- 《료마 암살 전후편》(龍馬暗殺 前後篇) : 1927년 / 료마 : 아카시 로구로(明石綠郞)
- 《사카모토 료마》: 1927년 / 료마 : 다카기 신페이(高木新平)
- 《사카모토 료마》: 1928년 / 료마 : 하야마 쥰노스케(葉山純之輔)
- 《사카모토 료마》: 1928년 / 료마 : 반도 쓰마사부로(阪東妻三郞)
- 《해원대장 사카모토 료마》(海援隊長 阪本龍馬) : 1931년 / 료마 : 이치가와 모모노스케(市川百々之助)
- 《해원대장 사카모토 료마 경락편》(海援隊長 阪本龍馬 京洛篇) : 1931년 / 료마 : 이치가와 모모노스케(市川百々之助)
- 《사카모토 료마》: 1932년 / 료마 : 하야마 쥰노스케(葉山純之輔)
- 《해원대의 쾌거》(海援隊快擧) : 1933년 / 료마 : 쓰키가타 류노스케(月形龍之介)
- 《사카모토 료마》: 1936년 / 료마 : 이치가와 우타에몬(市川右太衛門)
- 《해원대》: 1939년 / 료마 : 쓰키가타 류노스케(月形龍之介)
- 《살인마》(人斬り) : 1969년 / 료마 : 이시하라 유지로(石原裕次郞)
- 《막부 말기》(幕末) : 1970년 / 료마 : 요료즈야 긴노스케(萬屋錦之介)
- 《료마 암살》(龍馬暗殺) : 1974년 / 료마 : 하라다 요시오(原田芳雄)
- 《막부 말기 청춘 그래피티 Ronin 사카모토 료마》(幕末靑春グラフィティ Ronin 坂本龍馬) : 1986년 / 료마 : 다케다 테쓰야(武田鐵矢)
- 《료마를 벤 남자》(龍馬を斬った男) : 1987년 / 료마 : 네즈 진파치(根津甚八)
- 《동틀녘 골프》(ゴルフ夜明け前) : 1987년 / 료마 : 와타세 쓰네히코(渡瀨恒彦)
- 《막부 말기 순정을 전하며》(幕末純情傳) : 1991년 / 료마 : 와타나베 켄(渡邊謙)
- 《료마의 아내와 그 남편과 애인》(龍馬의妻와그夫와愛人) : 2002년 / 료마 : 토다스 마쓰모토(トータス松本)

### 드라마

#### 료마를 주인공으로 한 작품
- 《료마가 간다》(龍馬がゆく) : 1965년 - 마이니치 방송
- 《료마가 간다》: 1968년 - NHK / 료마 : 기타오지 킨야(北大路欣也)
- 《막부 말기 청춘 그래피티 사카모토 료마》(幕末靑春グラフィティ 坂本龍馬) : 1982년 - NTV / 료마 : 다케다 테쓰야(武田鐵矢)
- 《료마가 간다》: 1982년 - TV도쿄 / 료마 : 요로즈야 긴노스케(萬屋錦之介)
- 《사카모토 료마》: 1989년 - TBS / 료마：사나다 히로유키(眞田廣之)
- 《료마에게 맡겨!》(龍馬におまかせ!) : 1996년 - NTV / 료마：하마다 마사토시(濱田雅功)
- 《료마가 간다》: 1997년 - TBS / 료마 : 가미카와 다카야(上川隆也)
- 《료마가 간다》: 2004년 - TV도쿄 / 료마 : 이치가와 소메고로(市川染五郞)
- 《료마전》(龍馬伝) : 2010년 - NHK / 료마：후쿠야마 마사하루(福山雅治)

#### 그 외의 작품
- 《세 자매》(三姉妹) : 1967년 - NHK / 료마 : 나카무라 아쓰오(中村敦夫)
- 《천황의 세기》(天皇의世紀) : 1971년 - 아사히 방송 / 료마 : 야마구치 다카시(山口崇)
- 《카츠 카이슈》: 1974년 - NHK / 료마 : 후지오카 히로시(藤岡弘)
- 《화신》(花神) : 1977년 - NHK / 료마 : 나쓰야키 이사오(夏八木勳)
- 《우리들의 내일》(俺達의明日) : 1980년 - NTV / 료마 : 나카무라 마사토시(中村雅俊)
- 《막부 말기 청춘 그래피티 후쿠자와 유키치》: 1985년 - TBS / 료마 : 다케다 테쓰야(武田鐵矢)
- 《그림자 군단 IV》(影의軍團IV) : 1985년 - KTV / 료마 : 세라 마사노리(世良公則)
- 《백호대》(白虎隊) : 1986년 - NTV / 료마 : 나카무라 마사토시(中村雅俊)
- 《다바루자카》(田原坂) : 1987년 - NTV / 료마 : 다케야키 무가(竹脇無我)
- 《기병대》(奇兵隊) : 1989년 - NTV / 료마 : 다케다 테쓰야(武田鐵矢)
- 《나는 것처럼》(翔ぶが如く) : 1990년 - NHK / 료마 : 사토 고이치(佐藤浩市)
- 《가쓰 가이슈》: 1990년 - NTV / 료마 : 나시모토 겐지로(梨本謙次郞)
- 《막부 말기 고교생》(幕末高校生) : 1994년 - 후지TV / 료마 : 나카무라 토오루(仲村トオル)
- 《임생의사전~신선조에서 가장 강했던 남자~》(壬生義士傳〜新選組でいちばん强かった男〜) : 2002년 - TV도쿄 / 료마 : 가케이 도시오(筧利夫)
- 《신센구미!》(新選組!) : 2004년 - NHK / 료마 : 에구치 요스케(江口洋介)
- 《아츠히메》(篤姬) : 2008년 - NHK / 료마 : 다마키 히로시(玉木宏)
- 《JIN-仁-》 : 2009년, 2011년 - TBS / 료마：우치노 마사아키(內野聖陽)
- 《료마전》: 2010년 / 료마: 후쿠야마 마사하루(福山雅治)
- 《꽃 타오르다》: 2015년 / 료마: 이하라 츠요시(伊原剛志)

### 무대
- 《사카모토 료마》 : 1989년 · 1991년 / 뮤지컬 / 료마 : 사이조 히데키(西城秀樹)
- 《강경파 사카모토 료마!》(硬派・坂本龍馬) : 1989년 / 다카라즈카 가극단 하나구미(寶塚歌劇花組) / 료마 : 마야 미키(眞矢みき)
- 《다시 만나자고 료마는 말했다》(また逢おうと龍馬は言った) : 1992년 · 1995년 · 2000년 · 2010년 / 연극단 캬라멜박스(演劇集團キャラメルボックス) / 료마 : 가와하라 가즈히사(川原和久) (1992년) · 가미가와 다카야(上川隆也) (1995년) · 오카다 다쓰야(岡田達也) (2000년 · 2010년) · 오우치 아쓰오(大內厚雄) (2010년)
- 《Ryoma~ 강경파 사카모토 료마!II~》(Ryoma ～硬派・坂本龍馬!II～) : 1996년 / 다카라즈카 가극단 하나구미(寶塚歌劇花組) / 료마 : 마야 미키(眞矢みき)
- 《우리는 짐승이 아니다》(俺たちは志士じゃない) : 1998년 / 연극단 캬라멜박스(演劇集團キャラメルボックス) / 료마 : 오카다 다쓰야(岡田達也)
- 《히코마가 간다》(彦馬がゆく) : 2002년 / 료마 : 마쓰시게 유타카(松重豊)
- 《유신회천 료마전!》(維新回天・龍馬伝) : 2006년 / 다카라즈카 가극단 소라구미(寶塚歌劇宙組) / 료마 : 다카시로 케이(貴城けい)
- 《뮤지컬 오페라 료마》 : 2009년 / 료마 : 히라라 코이치(平良交一)

## 주해
1. ↑  막부 말기 신설된 '막부 해군'을 관할하는 직책이 군함 부교(軍艦奉行)이며, 군함 부교 나미(軍艦奉行並)는 군함 부교를 보좌하며 실무를 담당하는 직책이다. 막부 해군의 함정 조달, 정비 및 해군 훈련 등을 담당하며 막부 해군에서는 두 번째로 높은 지위이다.

## 참고 문헌
- 《근대 일본의 사상가들》 (2009년), 가노 마사나오(鹿野政直) 지음, 하종문 옮김, 삼천리. ISBN 978-89-961250-2-0
- 《사카모토 료마 평전》 (2009년), 마쓰우라 레이(松浦玲) 지음, 황선종 옮김, 더숲. ISBN 978-89-962795-5-6
- 《교토 천년의 시간여행》 (2010년), 이현진 지음, 한길사, 330~339쪽. ISBN 978-89-356-6146-6
- 《검증 료마전설》(檢証・龍馬傳說) (2001년), 마쓰우라 레이(松浦玲) 지음, 학연사(論創社). ISBN 978-4-8460-0289-3
- 《日本史籍協會叢書 坂本龍馬關係文書一》, 岩崎英重, 東京大學出版會. ISBN 978-4-13-097715-9
- 《日本史籍協會叢書 坂本龍馬關係文書二》, 岩崎英重, 東京大學出版會. ISBN 978-4-13-097716-6

## 같이 보기
- 토머스 블레이크 글로버 - 사카모토 료마를 스폰서 해준 英스코틀랜드 프리메이슨 출신의 상인이자 '일본 근대화의 아버지'로도 불린다
- 존 만지로 - 사카모토 료마에게 영향을 준 같은 도사번 출신 인물
- 가쓰 가이슈
- 사이고 다카모리
- 대정봉환
- 삿초 동맹
- 번벌
- 정한론